# Wilhelm Ernst (Sachsen-Weimar)

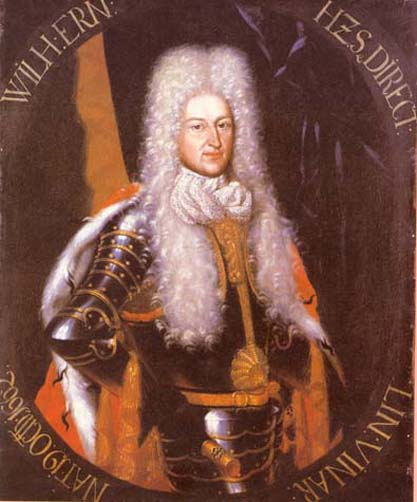
Herzog Wilhelm Ernst von Sachsen-Weimar-Eisenach

Wilhelm Ernst (* 19. Oktoberjul./ 30. Oktobergreg. 1662 in Blankenhain/Holstein; † 26. August 1728 in Weimar) war Herzog von Sachsen-Weimar. Er stammte aus der ernestinischen Linie des Hauses Wettin.

## Leben
Wilhelm Ernst wurde als Sohn des Herzogs Johann Ernst II. und dessen Ehefrau Christina Elisabeth, einer geborenen Prinzessin von Schleswig-Holstein-Sonderburg, geboren. 1683, nach dem Tode seines Vaters, wurde er regierender Herzog, teilte sich die Regentschaft aber mit seinem jüngeren Bruder Johann Ernst III.

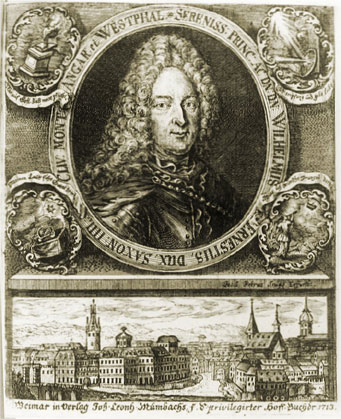
Wilhelm Ernst von Sachsen-Weimar

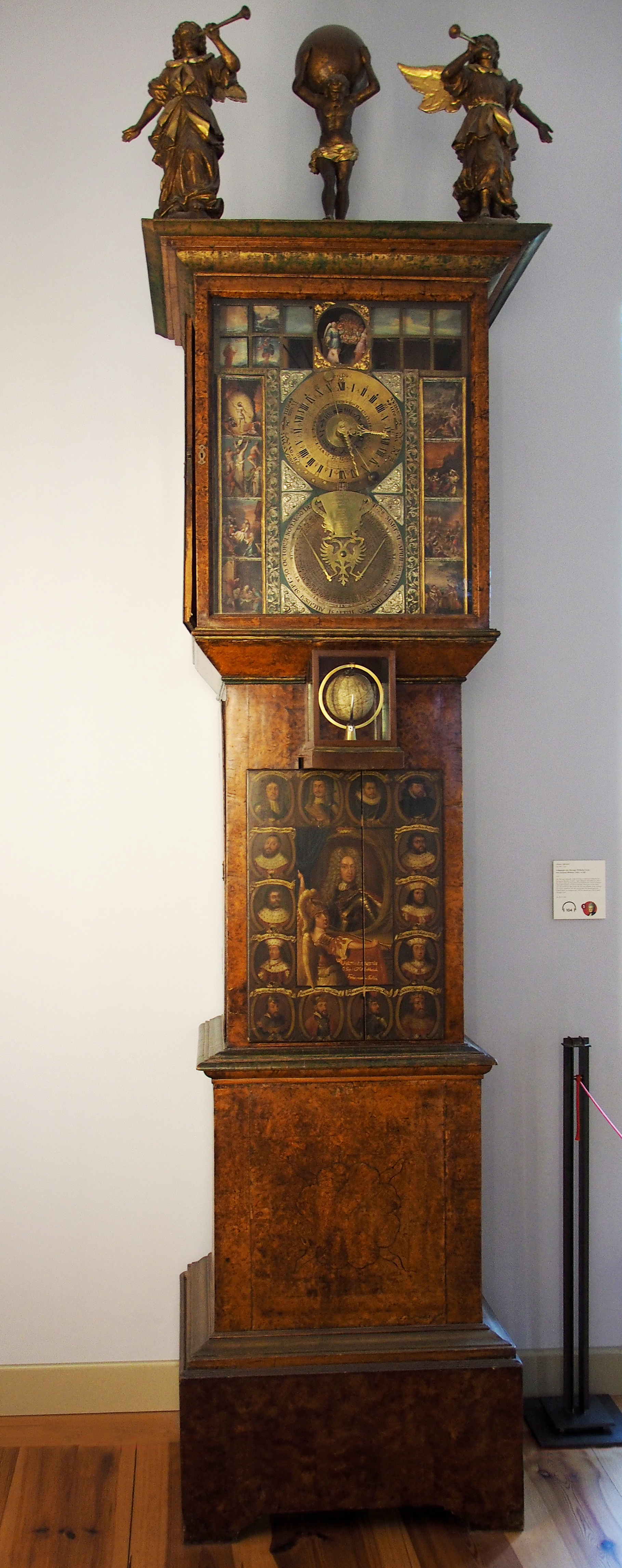
Lebensuhr des Herzogs in der Herzogin Anna Amalia Bibliothek (1706)

Da sein Bruder Alkoholiker war, gelang es Wilhelm Ernst relativ schnell, ihn politisch kaltzustellen, so dass er selbst de facto Alleinherrscher wurde. Formal blieb der Bruder bis zu seinem Tod 1707 Mitherrscher, danach gab Wilhelm Ernst dessen Sohn Ernst August I. diese Rolle – ebenfalls ohne ihn wirklich an der Macht zu beteiligen. Wilhelm Ernst heiratete 1683 seine Cousine Charlotte Maria (1669–1703), Tochter des Herzogs Bernhard von Sachsen-Jena und dessen Gemahlin Marie de La Trémouille. Da die Ehe jedoch kinderlos blieb, wurde sein Neffe Ernst August I. sein Nachfolger. 1691  gründete er die heutige Herzogin-Anna-Amalia-Bibliothek und ein Jahr später kaufte er das Schloss Kromsdorf und ließ es ausbauen. 1712 gründete er das Wilhelm-Ernst-Gymnasium Weimar. In seiner Regierungszeit erfolgte der Bau von Schloss Ettersburg als Jagdschloss verbunden mit dem Jagdstern.
Wilhelm Ernst war geprägt von einem strengen Luthertum und einer bigotten Frömmigkeit. An seinem Hof war im Winter um acht, im Sommer um neun Uhr Bettruhe verordnet; seine Soldaten kommandierte er in den Gottesdienst ab und ließ sich danach von ihnen den Inhalt der Predigt nacherzählen. Bekannt geworden ist Wilhelm Ernst aber besonders durch seine Auseinandersetzung mit Johann Sebastian Bach. Der Komponist wirkte seit 1708 als Hoforganist und Konzertmeister in Weimar. Als der Herzog Bach bei der Neubesetzung der Hofkapellmeisterstelle überging, ersuchte dieser ihn um seine Entlassung aus dem Landesdienst. Von dieser Renitenz des Musikers verärgert, ließ Wilhelm Ernst den Komponisten vier Wochen in Festungshaft nehmen, bevor er ihn in Ungnade des Landes verwies. Dieser Vorgang führte dazu, dass Wilhelm Ernst in allen Bachbiographien einen Platz als autoritärer Kunstbanause erhielt.
Während der Regierungszeit Wilhelm Ernsts vergrößerte sich das von ihm regierte Herzogtum, da 1690 die ernestinische Nebenlinie Sachsen-Jena ausstarb. Sachsen-Jena wurde daraufhin zwischen Sachsen-Weimar und Sachsen-Eisenach geteilt und Wilhelm Ernst erbte so Teile des benachbarten Herzogtums.
Sein Sarg befindet sich auf dem Historischen Friedhof Weimar in der Fürstengruft.